# Erich Demmer
Erich Demmer (* 1948 in Wien) ist ein österreichischer Germanist, Literat, Journalist und kritischer Liedermacher.

## Leben
Demmer studierte Psychologie und dann Germanistik an der Universität Wien. Er promovierte (Dr. phil.) 1986 über das Thema „Ein Brudermord“ und seine Folgen. Über die literarische Behandlung eines infantilen Erlebnisses in den Erzählungen Franz Kafkas und deutete darin die Grundstimmung von Kafkas Werk als durch das Schuldgefühl des Dichters angesichts des frühen Todes seiner Brüder (vor allem Georgs) entstanden. Schon während des Studiums war Demmer Mitgründer des Folk-Club Atlantis in Wien und 1974 des Kabaretts Keif (mit Erwin Steinhauer), später Redakteur bei der Arbeiter-Zeitung und freier Autor. Er veröffentlichte unter anderem 1981 die Schallplatte „Ollas gaunz aundas“ (auf dem Label Extraplatte).

## Publikationen (Auswahl)
- Anmerkungen zu Ernst Hinterberger. Kleine Leute (1989). In: Grundbücher der österreichischen Literatur seit 1945. Erste Lieferung, hrsg. v. Klaus Kastberger und Kurt Neumann. 10. Jg. Bd. 14. Wien: Paul Zsolnay Verlag 2007, S. 84 f.
- Gespräch mit Ernst Hinterberger und Erich Demmer. In: Grundbücher der österreichischen Literatur seit 1945. Erste Lieferung, hrsg. v. Klaus Kastberger und Kurt Neumann. 10. Jg. Bd. 14. Wien: Paul Zsolnay Verlag 2007, S. 95–97
- (Hg.): Umgevolktes Österreich. Satiren gegen Ausländerfeindlichkeit.Wien, Promedia Verlagsgemeinschaft 1993, ISBN 3-900478-64-3